# De gouden bedpan
De gouden bedpan is het 141ste album uit de Vlaamse stripreeks De avonturen van Urbanus en verscheen in 2010 in België. De tekenaar is Linthout en het scenario werd bedacht door Urbanus.

## Verhaal
Nonkel Fillemon voelt zich steeds slechter en slechter bij de familie Urbanus, hij slaapt in de regen en is verkouden. Dan beslist hij iets belangrijks: hij gaat naar het rusthuis. Hij is woedend en vertrekt naar het rusthuis. Ondertussen verkocht Urbanus beeldjes van Kuifje. Maar Nonkel Fillemon trapte een riksja kapot, dus bestelde Urbanus een nieuwe risksja op E-bay. Maar er komt een echte riksja. De familie Urbanus wordt steeds armer en armer. Dus Cesar beslist om Eufrazie aan prostituee te laten doen. Maar dat heeft ook geen succes omdat er wegenwerken zijn rond hun huis. Cesar gaat met de riksja en Eufrazie erin rond op straat. Maar dat lukt niet omdat Cesar zelf zin heeft in seks. Dan ontdekken ze dat Nonkel Fillemon in het rusthuis nog 800.000 euro in de binnenzak van zijn smoking heeft gevonden. Daarop ontvangen Cesar en Eufrazie, Nonkel Fillemon heel gastvrij (voor het geld). Maar Fillemon heeft al zijn geld al opgebruikt om voor iedere bejaarde een gouden bedpan laten maken. Urbanus vermomt zich als bejaarde en steelt alle bedpannen. Hij laat het goud smelten maar het gesmolten goud valt per ongeluk op Cesar en Eufrazie. Hij brengt het goud (met Cesar en Eufrazie er in) naar een juwelenwinkel om het om te zetten in geld, maar de juwelier ontdekt dat het slechts bladgoud met vlees er onder is en wil er niks meer voor geven. Cesar en Eufrazie zijn razend op Urbanus, maar die geeft Nonkel Fillemon de schuld. Fillemon wordt onmiddellijk buitengesmeten maar Cesar ontdekt dat hij nog een bedpan van platina had. Nonkel Fillemon vertrekt boos naar Monaco.

## Culturele verwijzingen
- Hier komt Jan Bosschaert terug in voor vermomd als Kuifje.
- Urbanus woont in Kakhoek 7, dat staat op het postpakket van de riksja.
- Urbanus verkoopt op Ebay voor 7318 euro 9 beeldjes van Kuifje.